# リュディヴィーヌ・サニエ
リュディヴィーヌ・サニエ（Ludivine Sagnier, 1979年7月3日 - ）はフランス出身の女優である。

## プロフィール
イヴリーヌ県ラ・セル＝サン＝クルー生まれ。子供のころから演劇学校に通い、10歳で映画デビュー。
2000年、フランソワ・オゾンの『焼け石に水』に出演、奔放な少女を演じて人気を博し、フランス映画界きっての若手女優となる。
2002年には再びフランソワ・オゾン作品『8人の女たち』に出演。カトリーヌ・ドヌーヴやエマニュエル・ベアールらフランスを代表する女優に混じり、堂々とした演技を披露し高く評価され、セザール賞有望若手女優賞にノミネートされた。
2003年には3度目のオゾン作品となる『スイミング・プール』に出演。シャーロット・ランプリングとの共演を見事にこなし、さらに評価を高める。同年にはファンタジー大作『ピーターパン』のティンカーベル役でハリウッドデビューも果たした。
2005年3月に俳優のニコラ・デュヴォシェルとの間に長女（ボニー）を、2009年1月には映画監督のキム・シャピロンとの間に次女（リー・ラン）、2014年に三女タムをもうけている。
『スイミング・プール』と2007年の『Un secret』でセザール賞助演女優賞部門にノミネートされたが、二度ともジュリー・ドパルデューに敗れた。

## 主な出演作品
| 公開年 | 邦題 原題                                                                                     | 役名                       | 備考                                                                                                  |
| ------ | --------------------------------------------------------------------------------------------- | -------------------------- | --- |
| 1989   | 夫たち、妻たち、恋人たち Les Maris, les femmes, les amants                                    | エロディ                   | |
| 1989   | お家に帰りたい I Want to Go Home                                                              |                            | |
| 1990   | シラノ・ド・ベルジュラック Cyrano de Bergerac                                                 |                            | |
| 1999   | アンナのトリップ Acide animé                                                                  | アンナ                     | 短編 シネフィル・イマジカで放映                                                                       |
| 1999   | レンブラントへの贈り物 Rembrandt                                                              | コルネリア・ファン・レイン | |
| 1999   | 年下のひと Les Enfants du siècle                                                              | エルミーヌ・ド・ミュッセ   | |
| 2000   | 焼け石に水 Gouttes d'eau sur pierres brûlantes                                                | アナ                       | |
| 2001   | ぼくの妻はシャルロット・ゲンズブール Ma femme est une actrice                                 | ジェラルディーヌ           | |
| 2001   | チャイルド・ゲーム Un jeu d'enfants                                                           | ダフネ                     | DVDスルー                                                                                             |
| 2002   | 8人の女たち 8 femmes                                                                          | カトリーヌ                 | ベルリン国際映画祭 銀熊賞 受賞（8人の女優に対して） ヨーロッパ映画賞 女優賞 受賞（8人の女優に対して） |
| 2002   | ナポレオン Napoléon                                                                           | オルタンス・ド・ボアルネ   | テレビ・ミニシリーズ DVD題「キング・オブ・キングス」                                                  |
| 2003   | かすり傷 Petites Coupures                                                                     | ナタリー                   | TV5MONDEで日本語字幕付放映                                                                            |
| 2003   | スイミング・プール Swimming Pool                                                              | ジュリー                   | |
| 2003   | リリィ La Petite Lili                                                                         | リリィ                     | DVDスルー                                                                                             |
| 2003   | ピーター・パン Peter Pan                                                                      | ティンカー・ベル           | |
| 2005   | 情痴 アヴァンチュール Une aventure                                                            | ガブリエル                 | |
| 2006   | パリ、ジュテーム Paris, Je t'aime                                                             | クレール                   | |
| 2006   | カリフォルニア La Californie                                                                  | エレーヌ                   | TV5MONDEで日本語字幕付放映                                                                            |
| 2007   | モリエール 恋こそ喜劇 Molière                                                                 | セリメーヌ                 | |
| 2007   | 愛のうた、パリ Les chansons d'amour                                                           | ジュリー                   | |
| 2007   | 引き裂かれた女 La fille coupée en deux                                                        | ガブリエル・ドネージュ     | |
| 2007   | ある秘密 Un secret                                                                            | アンナ・ゴルダ・スティルン | |
| 2008   | ジャック・メスリーヌ フランスで社会の敵No.1と呼ばれた男 Part1 ノワール編 L'Instinct de mort   | シルヴィア・ジャンジャコ   | |
| 2008   | ジャック・メスリーヌ フランスで社会の敵No.1と呼ばれた男 Part2 ルージュ編 L'Ennemi public n° 1 | シルヴィア・ジャンジャコ   | |
| 2010   | ラブ・クライム 偽りの愛に溺れて Crime d'amour                                                 | イザベル・ゲラン           | WOWOW放映後、DVD化                                                                                    |
| 2010   | 晴れ、ときどきリリー Pieds nus sur les limaces                                                | リリー                     | WOWOW放映後、DVD化                                                                                    |
| 2011   | デビルズ・ダブル -ある影武者の物語- The Devil's Double                                        | サラブ                     | |
| 2011   | モンスター・イン・パリ 響け！僕らの歌声 Un monstre à Paris                                    | モード                     | アニメーション DVDスルー                                                                              |
| 2011   | 愛のあしあと Les Bien-Aimés                                                                   | マドレーヌ                 | |
| 2013   | 恋のときめき乱気流 Amour & turbulences                                                        | ジュリー                   | DVDスルー                                                                                             |
| 2014   | 悲哀クラブ Tristesse Club                                                                     | クロエ                     | TV5MONDEで日本語字幕付放映                                                                            |
| 2015   | 孤独の暗殺者/スナイパー La Résistance de l'air                                                | デルフィーヌ               | |
| 2016   | ピウス13世 美しき異端児 The Young Pope                                                        | エステール                 | パオロ・ソレンティーノ監督 テレビ・ミニシリーズ                                                       |
| 2019   | 真実 La vérité                                                                                | アンナ                     | |
| 2023   | ナポレオン Napoleon                                                                           | テレーズ・カバリュス       | Apple TV+で配信予定。                                                                                 |

## 参照
1. ↑  “Biography for Ludivine Sagnier”. IMDb. 2-12-10-03閲覧。
2. ↑  “フランス語インタビュー Ludivine Sagnier / リュディヴィーヌ・サニエ”. France-jp.net.. 2-12-10-03閲覧。